# OG-107

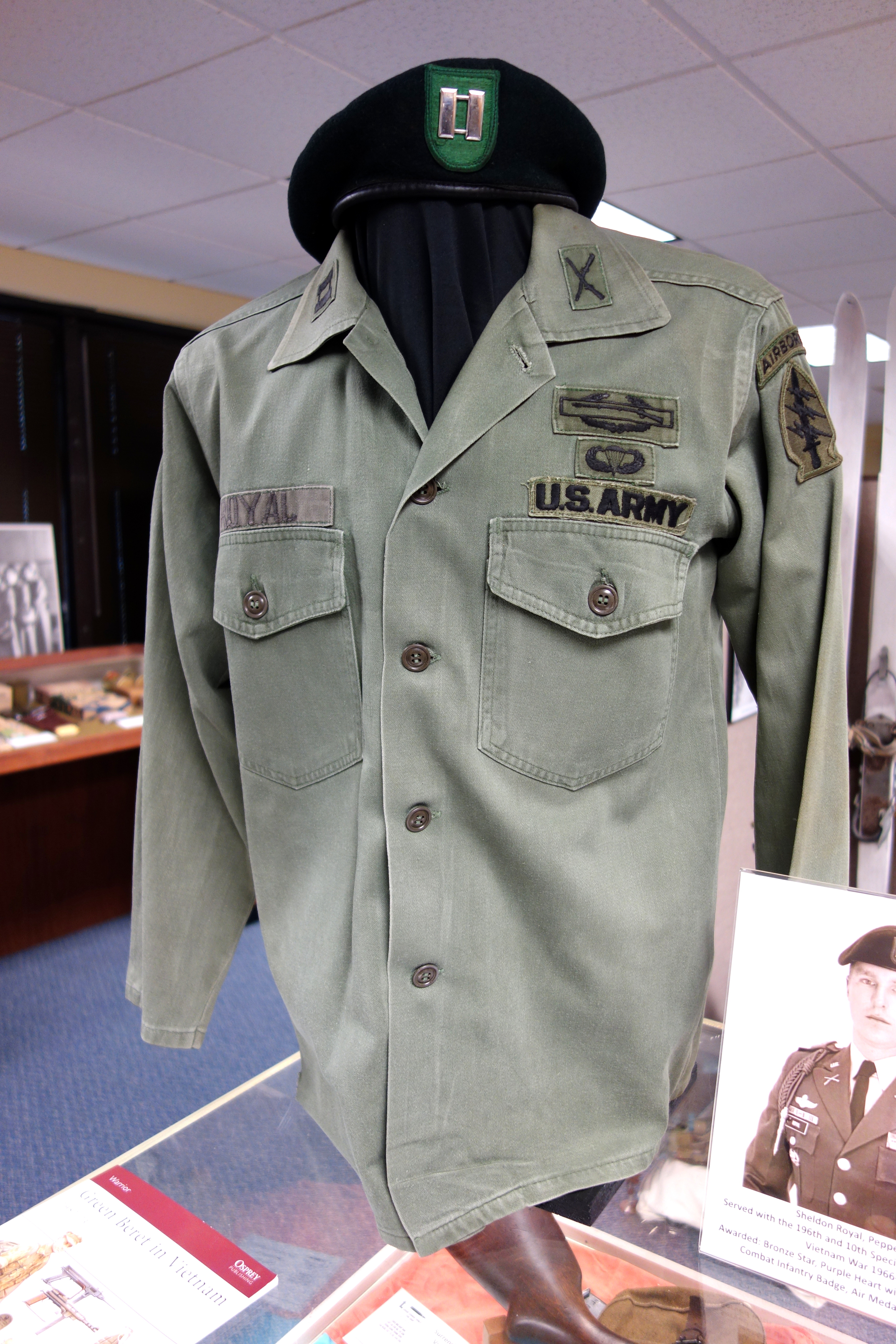
Uniforme des Forces Spéciales de l'US Army, Vietnam, 1966-1969 - Fort Devens Museum

L'OG-107 (abréviation de Cotton Sateen Utility Uniform OG-107) fut l'uniforme utilitaire de base de toutes les branches des Forces armées des États-Unis à partir de 1952 jusqu'à sa suppression en 1989. La désignation provient du code couleur "Vert Olive 107" (Olive Green 107) et "Vert Olive 507" (Olive Green 507) de l'US Army, qui sont des nuances de vert foncé. Le OG-107 étant en coton et le OG-507 en polyester-coton, mélange introduit au début des années 1970. Quel que soit le tissu, les deux nuances étaient presque identiques. L'OG-107 a été remplacé par l'uniforme de Combat (Battle Dress Uniform, BDU) dans les années 1980. Il  fut également utilisé par plusieurs autres pays, notamment ceux ayant reçu de l'aide militaire des États-Unis.
Toutes les versions de l'OG-107 partagent plusieurs caractéristiques techniques de base. Elles étaient faites d'un coton-satin de 8,5 onces. La chemise pouvait être rentrée ou portée à l'extérieur du pantalon en fonction de la préférence du commandement local. Si le temps était suffisamment chaud et humide, les troupes pouvaient être autorisées à retrousser les manches (rarement) et porter la chemise à l'extérieur du pantalon. Cette chemise possède des boutons à l'avant et deux poches plaquées sur la poitrine fermées par un rabat boutonné. Le pantalon était à jambes droites destinées à être rentrées dans les chaussures de troupe et possédait deux poches plaquées à l'avant avec ouvertures obliques et deux poches plaquées à l'arrière avec un bouton de rabat.
Les versions en coton ont tendance à voir la couleur s'estomper rapidement en gris-vert, tandis que le poly-coton (variante utilisée dans le OG-507) reste sombre beaucoup plus longtemps.

## Historique
L'uniforme OG-107 introduit en 1952, succédait à l'uniforme M1943, et devint la norme pour une utilisation à la fois aux États-Unis et en déploiement extérieur au début de la Guerre du Vietnam. L'uniforme tropical de combat (jungle fatigues) devenant plus courant dans le Sud du Vietnam, il a commencé à remplacer le OG-107 dans les unités de combat. Les unités d'infanterie des unités "standard" (non aéroportée ou des Forces Spéciales) ont commencé à recevoir les jungle fatigues au printemps 1966 et le OG-107 a lentement été relégué à l'utilisation dans les zones arrière.

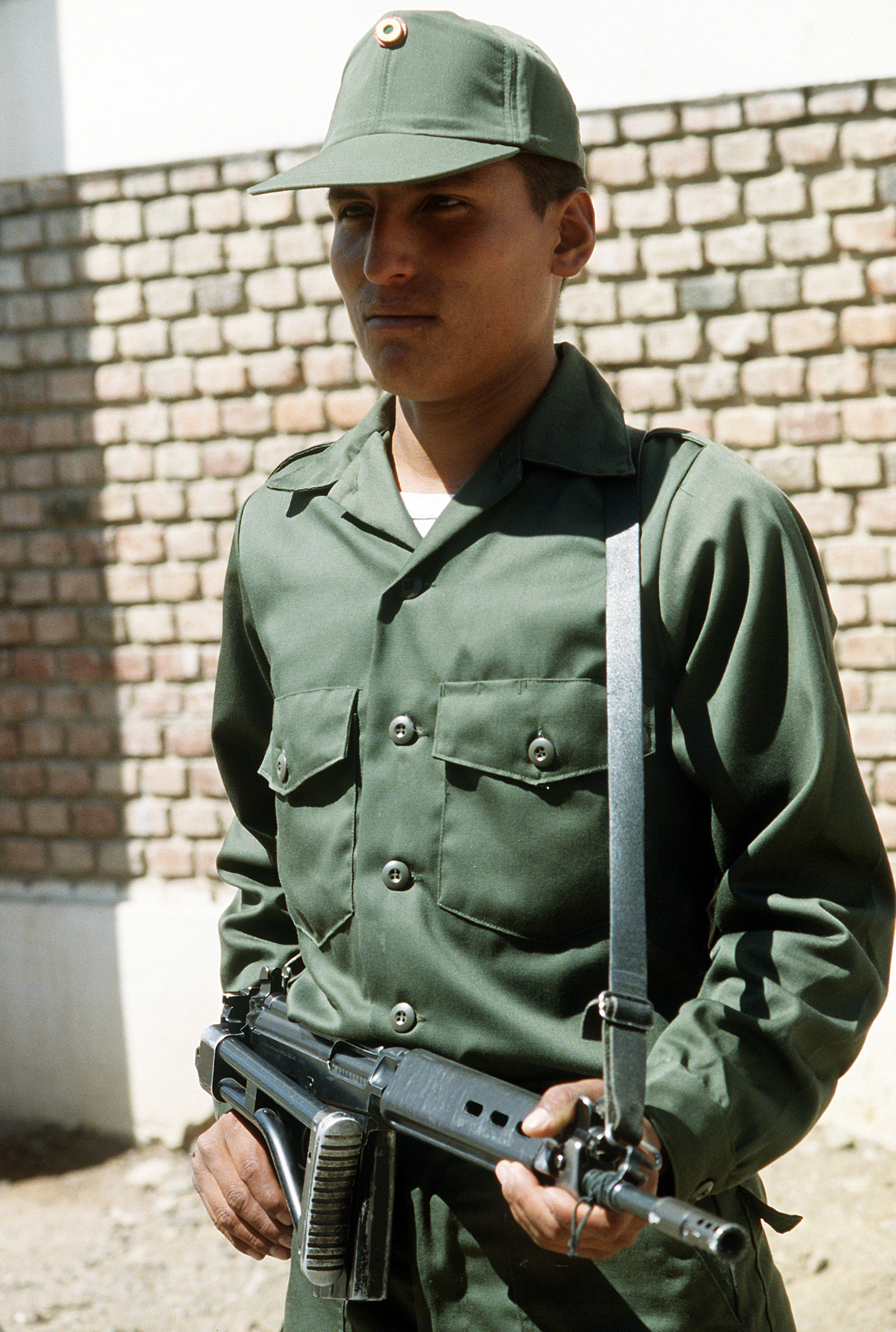
Soldat de l'Armée Bolivienne armé d'un fusil 7.62 mm FN FAL montant la garde pendant l'exercice conjoint "Fuerzas Unidas". Exercice de formation en avril 1986 entre la Bolivie et les États-Unis.

Aux États-Unis et pour les missions à l'étranger (en dehors de l'Asie du Sud-est), le OG-107 est resté l'uniforme de base de 1960 à 1970. C'est l'un des uniformes de l'armée américaine ayant été le plus longtemps utilisé, depuis 1952 jusqu'à l'adoption du poly-coton pour le OG-507 en 1978. Des modifications mineures ont été apportées à l'uniforme au fil du temps comme l'ajout de manchette fendues et boutonnée dans le milieu des années 1960.

## Modèles de base
Il y eut trois modèles de base ou « patrons » de l'OG-107 Cotton Sateen Utility Uniform :

### "Type I" (1952-1963)

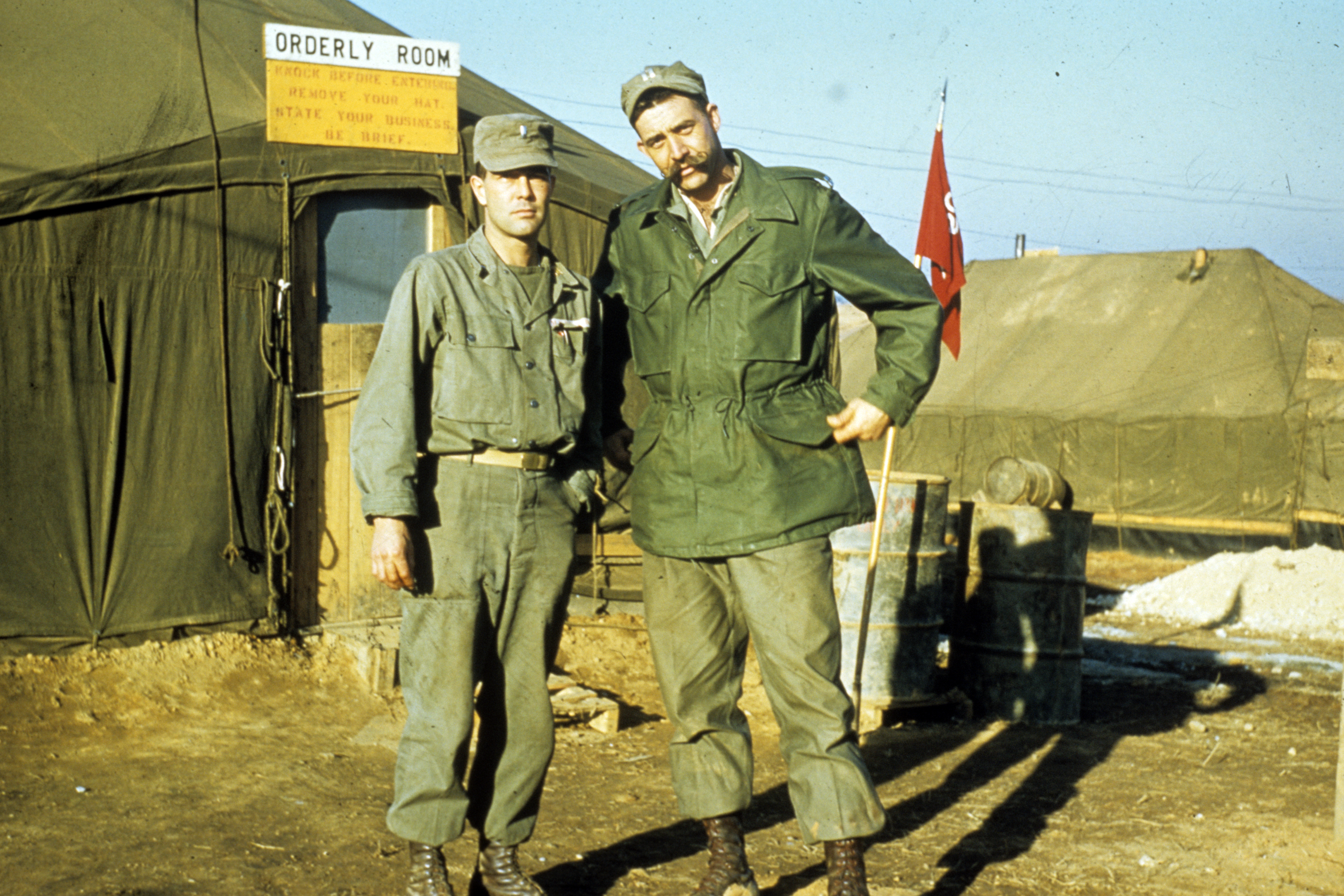
Portée avec des casquettes de patrouille. A droite une veste M-1951. Guerre de Corée

Le premier modèle, le "Type I",  fut introduit en 1952 et fut pratiquement inchangée pendant ses 10 années de production. La chemise avait des manches sans manchette ou boutons; c'était tout simplement des manches droites avec un simple ourlet. Les deux poches poitrine de la chemise et celles à l'arrière du pantalon étaient des poches rectangulaires à rabats boutonnés. Les boutons étaient bombés, ceux des années 1950 ayant une couleur brun foncé, tandis que la majorité de la production des années 1960 était vert foncé. Le pantalon possédait un simple réglage de la taille qui pouvait être boutonné. La chemise et le pantalon étaient rangés par tailles de groupes (Petit, Moyen, Grand, etc.). Ce modèle a été remplacé en avril 1963 par le second modèle, le "Type II"

### "Type II" (1963-1964)
Le "Type II" fut spécifiquement produit en avril 1963 et connu plusieurs légères variations à partir du Type I. Le seul changement significatif fut la découpe des rabats de poche sur la chemise, de sorte qu'ils n'étaient plus réellement rectangulaires. Comme avec le Type I, la chemise et le pantalon étaient également classifiés par taille de groupes. En raison de sa production limitée juste avant le Type III, il n'est pas aussi connu que les Types I ou III.

### "Type III" (1964-1989)
Le "Type III" est le modèle le plus courant et peut être classifié en deux versions basées sur les fabricants et les matériaux.
- Coton – Cette version a été fabriquée à la fin de 1964 et utilisait encore du coton satin standard d'un poids de 8,5 onces. Toutefois, en raison de changements dans la production et la distribution, elle fut peu utilisée jusqu'en 1966. Cette version a maintenu l'ensemble des styles distinctifs et des fonctionnalités antérieures telles que les poches, mais avec quelques différences notables. Les deux poches de poitrine reçurent un rabat en pointe. La chemise reçu également un bouton de manchette au poignet. Les boutons furent changés pour des boutons standards en plastique utilisés dans la jungle fatigues (et plus tard sur les BDU). Un autre changement pour le pantalon a été la suppression de l'ajustement de la taille. La chemise et le pantalon adoptèrent  également une "vraie" mesure de tailles en pouces – par exemple, les pantalons étaient marqués à la taille et à l'entrejambe (32" x 34" équivaut à un pantalon avec 32" en taille et 34" d'entrejambe) et les t-shirts étaient marqués de la taille du col et de la longueur des manches (16,5" x 34" pour une chemise signale un tour de cou de 16.5" et 34" en longueur de manches).
- Mélange Poly Coton – Cette deuxième version, le OG-507, est entré en usage dans le milieu des années 1970 et fut produit jusqu'en 1989, après quoi il fut entièrement remplacé par l'imprimé camouflage woodland des BDU. Ce modèle passa de l'utilisation 100% coton a un mélange 50% Polyester - 50% Coton. Ces mixtes OG-507 étaient souvent désignés comme "Dura-Press" ou "Repassés Permanents", car ils ne nécessitaient pas de repassage et pouvaient être rapidement identifiés par une étiquette jaune dans le vêtement. Les derniers OG-507 furent utilisés dans les Forces Armées américaines comme uniformes pour les personnels féminins.

## Variantes
Les variantes de l'OG-107 se décompose en deux groupes principaux:
- 1. des versions produites localement pouvaient avoir de petites différences dans le détail des poches, les passants de ceintures et les couleurs.
- 2. des versions adaptées avec des poches supplémentaires (poches cargo et/ou poches de manche pour stylo et crayon) ou avec d'autres couleurs (sable, kaki, et divers motifs de camouflage). Les officiers ont parfois ajouté des sangles d'épaule.[1] Les variantes locales de l'OG-107 ont souvent présenté des modifications de la version originale – chemise avec passant de bretelles, poches "deux cigarettes" fermées par patte droite et rabats sur le haut des manches, ou poche stylo ajouté sur la manche gauche au-dessus du coude (une affection commune pour les officiers laotiens, sud-vietnamiens et cambodgiens) et poches côté supplémentaire 'cargo' sur le pantalon[2].

## Utilisateurs

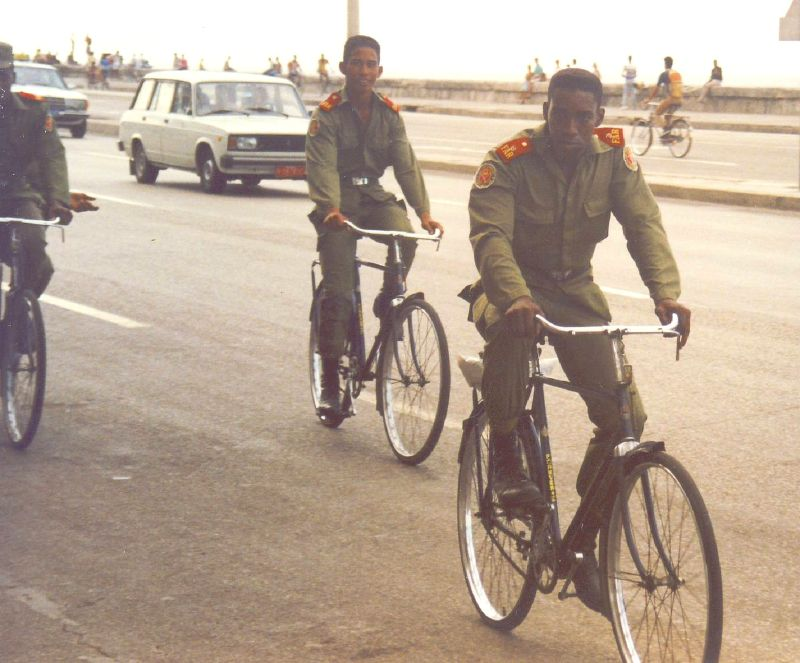
Soldats cubains à bicyclette vêtus d'un uniforme très semblable.

- États-Unis d'Amérique
- Bolivie
- Brésil
- Canada
- Corée du Sud
- Cuba – après la Révolution, les Forces armées cubaines portent le même uniforme
- Hongrie – utilisent une copie
- Taïwan
- Nicaragua – porté par l' EPS
- Maroc